# Pieve dei Santi Ippolito e Cassiano (Colle di Val d'Elsa)
La pieve dei Santi Ippolito e Cassiano è un luogo di culto cattolico che si trova in località Coneo, nel comune di Colle di Val d'Elsa, in provincia di Siena, nel territorio dell'arcidiocesi di Siena-Colle di Val d'Elsa-Montalcino.

## Storia
Le prime testimonianze storiche risalgono al 972 quando è nominata in un atto di vendita tra una sua chiesa suffraganea e il marchese Ugo II di Toscana. Altre testimonianze indirette risalgono all'XI secolo, epoca in cui la pieve è nominata nei registri della vicina Badia a Coneo; da quei documenti risulta inoltre che, presso la pieve, esisteva una comunità di sacerdoti che avevano il compito di officiare le chiese suffraganee.
Il ruolo della chiesa crebbe notevolmente nel corso del XII secolo. In quel tempo i pievani avevano anche la funzione di notai e in loro presenza venivano stipulati atti di notevole importanza. Di tali atti sono da ricordare quello stipulato l'11 ottobre 1152 in seguito ad una controversia con tale Marco proposto di Casole d'Elsa, quello datato 20 dicembre 1174 quando il pievano di Coneo presenziò ad una sentenza contro la Badia di Marturi ed infine quello del 22 settembre 1186 quando, nella pieve di Coneo e alla presenza del pievano, i membri della famiglie feudale dei Soarzi di Strove giurarono fedeltà all'abate di Isola. La pieve apparteneva alla diocesi di Volterra, possesso confermato dalle bolle di papa Alessandro III datate 29 dicembre 1171 e 23 aprile 1179 ma, verso la fine del secolo XII, la chiesa passò sotto l'influenza del vicino comune di Colle di Val d'Elsa.
I pievani mantennero la loro indipendenza anche durante tutto il XIII secolo. Le testimonianze sulla vita della pieve nel XIII secolo riportano che, il 24 gennaio 1230, il pievano Fidanza fosse insieme al vescovo di Volterra Pagano Pannocchieschi all'interno del castello di Gambassi, in quel momento assediato dai Sangimignanesi i quali, una volta preso il castello, incaricarono il pievano di raccogliere il giuramento di fedeltà degli abitanti; il 1º dicembre 1265 risulta che il pievano Bertoldo fosse stato nominato rappresentante di diverse pievi e chiese durante un sinodo diocesano a Volterra.

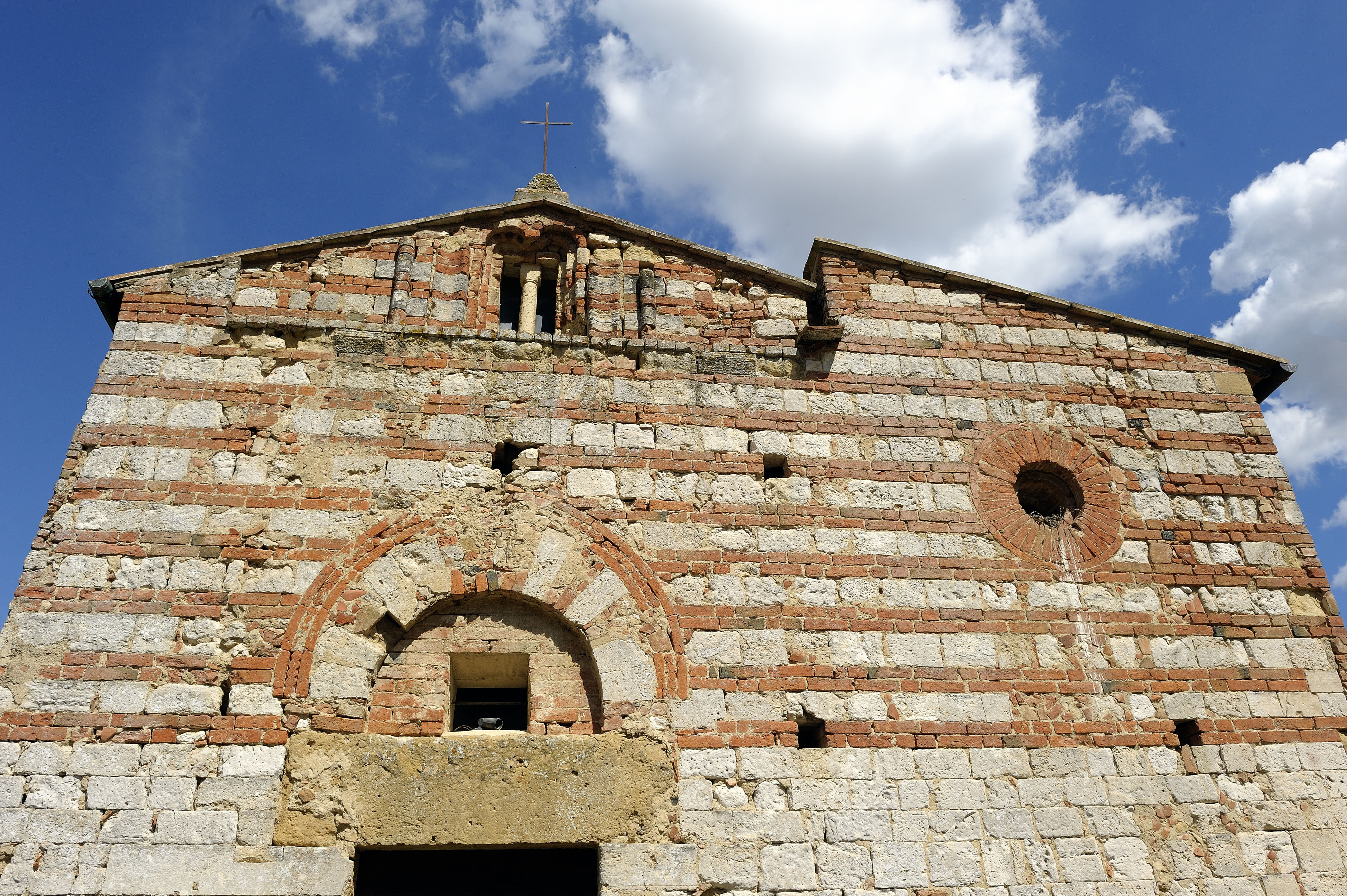
Particolare della bicromia in facciata

Le rendite economiche della chiesa erano buone, grazie soprattutto alle fiere del bestiame che si tenevano nella valle sottostante che divide la pieve di Coneo dall'abbazia di Coneo, ma molto instabili, anche a causa della scarsa popolazione che abitava il suo territorio che non garantiva entrate stabili in occasione della decime; ad esempio in occasione della decima del 1356 l'intero territorio raccolse solo 197 lire e 10 soldi. Negli anni precedenti la raccolta aveva fruttato: nel 1275 6 lire e 3 soldi; nel 1276 8 lire e 2 soldi; nel 1296 4 lire e 2 soldi; nel 1298 9 lire; nel 1302 5 lire.

Nel corso del XV secolo la chiesa venne progressivamente abbandonata al suo destino tanto che, in occasione della visita pastorale del 6 dicembre 1413, risulta che la chiesa fosse: 
 e nel 1576 ancora 
Tra il XVII e il XVIII secolo il patronato della pieve passò ai signori di Picchena i quali non si occuparono minimamente di restaurare il complesso e la conseguenza fu che il 12 aprile 1719 il fonte battesimale fu trasferito nella badia a Coneo, che assunse anche le funzioni parrocchiali.
Un primo restauro fu effettuato nel 1741, di cui resta un'iscrizione, ma solo nel 1982, grazie ad un finanziamento del Monte dei Paschi di Siena, si è provveduto a consolidare tutto l'edificio.

## Descrizione
L'edificio sorge, completamente isolato, ai bordi di un piano naturale in splendida posizione. Si tratta di un edificio in origine a tre navate concluso con tre absidi, che attualmente si presenta incompleto nella parte sinistra.
L'edificio si presenta composto da diverse murature sia per lavorazione, per materiali e per disposizione realizzati nel corso del medioevo. La datazione della struttura si può far risalire alla metà del XII secolo e il completamento, che dovrebbe corrispondere alla bicromia presente in facciata e diffusa ampiamente nel territorio senese-volterrano, dovrebbe essere stata realizzata tra la fine del XII e l'inizio del XIII secolo.

### Esterno

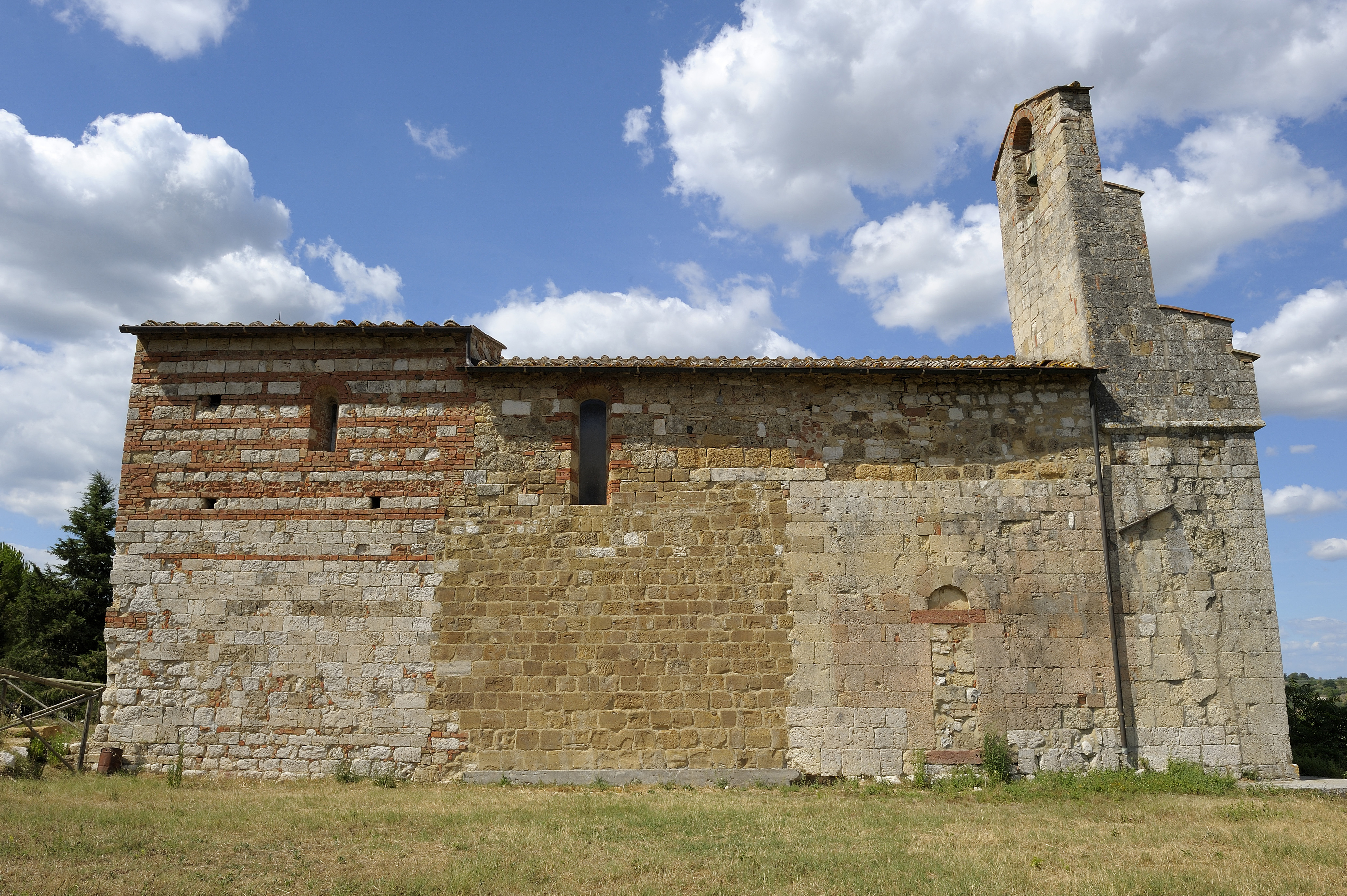
Fiancata destra

La facciata, originariamente a salienti, mostra la parte superiore rivestita da un vivace paramento bicromo. La parte inferiore è composta da conci di calcare disposti orizzontalmente mentre al centro si apre il portale, che è coronato da un architrave di arenaria dalla tonalità dorata; sopra l'architrave è collocato un arco con archivolto bicromo (bianco-rosso) e una ghiera decorata con losanghe in cotto. Nella lunetta si apre una finestrella quadrata.
La parte superiore presenta un rivestimento bicromo (bianco-rosso) realizzato con una fila di pietre bianche alterante a due file di mattoni rossi. Sulla parte destra della facciata, in origine, era posto il campanile, che deve essere crollato o forse lasciato incompiuto; del campanile resta oggi, inglobato nella facciata, solo un occhio incassato realizzato in cotto.
Nella parte alta della facciata è posta una galleria cieca realizzata da semicolonne inserita all'interno di una cornice marcapiano; al centro della galleria si apre una bifora con la cornice modanata simile a quella della Pieve dei Santi Pietro e Paolo a Coiano mentre gli archetti pensili presentano denti di risega, come nella pieve di Monterappoli e si appoggiano ad una colonnina conclusa da un capitello cubico.
Il motivo bicromo prosegue anche nel fianco destro, dove si avvertono almeno quattro fasi distinte di costruzione. La parte più antica è da riconoscere nella zona all'estrema destra, vicino alla tribuna, che presenta una struttura composta da file orizzontali e parallele di pietre in calcare locale. È visibile un portale, oggi murato, sormontato da una lunetta monolitica e con archivolto decorato con un motivo bicromo frutto dell'alternanza tra pietre in arenaria con altre di panchina. Proseguendo verso la facciata si può individuare una seconda fase, frutto di un primo ampliamento della chiesa. In questa seconda fase le mura sono state realizzate da piccole pietre in arenaria spianate e squadrate disposte su file orizzontali e parallele. Una terza fase è riscontrabile nel paramento irregolare, e di colore più scuro, posto appena a destra della precedente. In questa sezione venne posta una apertura realizzata attraverso un'ampia monofora in cotto con la cornice realizzata con pietre e mattoni. L'ultima fase è quella posta vicino alla facciata, della quale sembra un prolungamento. Infatti il motivo bicromo in facciata qui continua. Questa parte corrisponde all'originario campanile e, come in facciata, anche qui è posta un'apertura realizzata tramite una stretta monofora a doppio sguancio. Nel fianco sinistro, all'estremo spigolo a sud-est, è posto il campanile a vela che in una prima fase realizzativa doveva essere collocato su una torre ma in seguito si ripiegò appoggiandosi al volume dell'abside.
Il fianco sinistro è andato quasi completamente distrutto ma sono visibili le tracce della prima fase della costruzione e rimane la parte terminale con l'absidiola.
La tribuna in origine doveva mostrare solamente il vano semicilindrico dell'abside centrale, come nella Pieve di San Giovanni Battista a Mensano o nella vicina badia a Coneo; le absidi laterali non mostrano all'esterno la curvatura perché è inserita all'interno della spessa muratura; le absidi minori presentavano entrambe una monofora a doppio strombo che, in quella di destra, oggi appare tamponata mentre di quella di sinistra rimangono le tracce nella muratura.

### Interno
In origine l'interno si presentava diviso in tre navate terminanti in altrettante absidi. Le pareti interne sono ancora in parte coperte con un intonaco realizzato in epoca barocca. Della struttura originaria rimangono i quattro archi che separano la navata centrale da quella di destra ma soltanto la campata vicina al presbiterio, rialzato di due gradini, si può far risalire alla primissima versione della pieve di Coneo. Partendo dall'ingresso, la prima campata è voltata a botte e si appoggia ad una semicolonna, la seconda campata ha semicolonne molto simili alla precedente ed è coronata da capitelli scolpiti; il primo capitello presenta una decorazione a motivi vegetali quali grandi foglie ricurve e festoni mentre il secondo presenta della cariatidi togate, un motivo presente anche in altre pievi valdelsane.
Della navata di sinistra, murata, si possono veder, dall'esterno, le strutture dei pilastri

## Piviere di Coneo

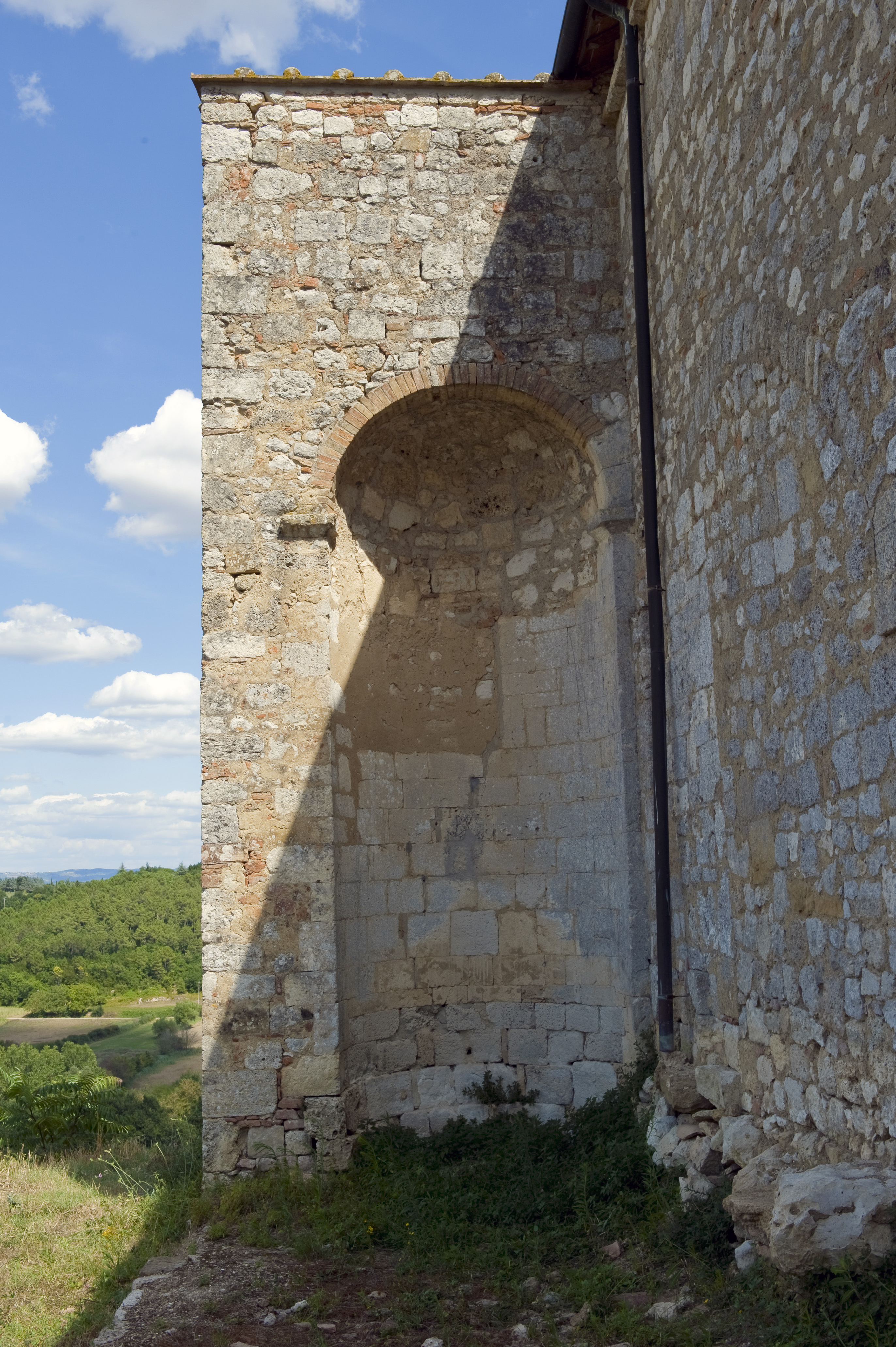
Abside e fiancata sinistra

- chiesa di San Michele a Borgatello
- chiesa di San Giorgio a Buliciano
- chiesa di San Michele a Buliciano
- Chiesa di San Bartolomeo a Campiglia dei Foci
- chiesa di Santa Cristina a Castel San Gimignano
- chiesa di Santa Margherita a Dometaja
- chiesa di San Pietro a Montegabbro
- chiesa di San Niccolò a Picchena
- chiesa dei Santi Andrea e Giusto a Picchena
- chiesa di Santa Maria a Tollena
- chiesa di San Severo a Villa San Severo